# Хеберле, Триша
Три́ша Ма́ргарет Хе́берле (англ. Trisha Margaret Heberle, ) — австралийская хоккеистка (хоккей на траве), полевой игрок, тренер. Участница летних Олимпийских игр 1984 года, бронзовый призёр чемпионата мира 1983 года.

## Биография
Триша Хеберле родилась 9 марта 1959 года в австралийском городе Олбани.
В 1983—1986 годах выступала за женскую сборную Австралии.
В 1983 году завоевала бронзовую медаль на чемпионате мира в Куала-Лумпуре.
В 1984 году вошла в состав женской сборной Австралии по хоккею на траве на летних Олимпийских играх в Лос-Анджелесе, занявшей 4-е место. Играла в поле, провела 5 матчей, забила 3 мяча (два в ворота сборной США, один — Новой Зеландии).
По окончании игровой карьеры стала тренером. В 1994—2000 годах входила в тренерский штаб женской сборной Австралии, которая за этот период выиграла летние Олимпийские игры 1996 и 2000 годов, чемпионаты мира 1994 и 1998 годов, Трофей чемпионов 1995, 1997 и 1999 годов, чемпионат Океании 1999 года. В 2001—2004 годах входила в тренерский штаб женской сборной Англии.
В 2005—2014 годах работала исполнительным директором Федерации хоккея на траве Австралии.